# دیدرو (دهانه)
دیدرو یک دهانه برخوردی در ماه‌ است.